# Kosmos 2203
Kosmos 2203, ruski vojni fotoizviđački satelit iz programa Kosmos.  Vrste je Jantar-4K2 (Kobaljt br. 543/69L).
Lansiran je 24. srpnja 1992. godine u 19:40 s kozmodroma Pljesecka u Rusiji. Lansiran je u nisku orbitu oko planeta Zemlje raketom nosačem Sojuz-U 11A511U. Orbita mu je 173 km u perigeju i 353 km u apogeju. Orbitna inklinacija mu je 62,80°. Spacetrackov kataloški broj je 22052. COSPARova oznaka je 1992-045-A. Zemlju je obilazio u 89,76 minuta. Pri lansiranju bio je mase 6600 kg. 
Dijelovi s misije vratili su se u atmosferu iz niske orbite, a satelit je sletio na Zemlju 22. rujna 1992. godine. Dvije male filmske kapsule su oporavljene u letu a na kraju leta glavna kapsula od povratka u atmosferu s preostalim filmom, fotografskim uređajem i računalnim sustavima.

## Vanjske poveznice
- N2YO.com Search Satellite Database
- Celes Trak SATCAT Format Documentation (engl.)
- Kunstman  Arhivirana inačica izvorne stranice od 12. kolovoza 2019. (Wayback Machine) Satellites in Orbit (engl.)